# تالمیج (کانزاس)
تالماگ (به انگلیسی: Talmage) شهری در ایالت کانزاس کشور ایالات متحده آمریکا است که جمعیت آن در سرشماری سال ۲۰۱۰ میلادی، ۹۹ نفر بوده‌است.